# Zeno Braitenberg

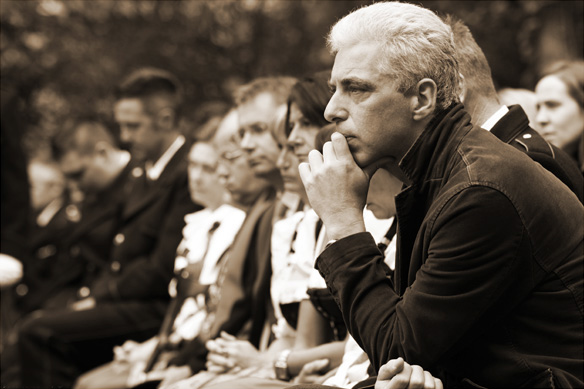
Zeno Braitenberg (2010)

Zeno Braitenberg (auch von Braitenberg; * 5. Dezember 1964 in Neapel) ist ein italienischer Journalist und Sachbuchautor aus Südtirol. Seit 2022 leitet er als Koordinator den öffentlich-rechtlichen Fernseh- und Hörfunksender Rai Südtirol.

## Leben
Braitenberg wuchs in Tübingen auf, wo sein Vater Valentin Braitenberg am Max-Planck-Institut für biologische Kybernetik arbeitete. Nach dem Abitur am Uhland-Gymnasium und einem Jura-Studium an den Universitäten Würzburg und Innsbruck arbeitete er zuerst einige Jahre als Journalist u. a. für den ORF. Ab 1995 war er Redakteur und Chef vom Dienst bei Rai Südtirol, wo er auch die Tagesschau moderierte. 2022 übernahm er die Stelle des Koordinators des Senders. Daneben verfasste Braitenberg als Autor einige Sachbücher. 
Sein Interesse für die Grenzbereiche zwischen Musik, Theater und Literatur pflegt er mit der Musikgruppe Aluna quartet. Er versuchte sich auch als Schauspieler am Bozner Theater. Braitenberg sorgt in Dorf Tirol bei Meran für den baulichen Erhalt der Zenoburg, die er auch bewohnt.

## Publikationen
- Südtirol, München: Bruckmann, 2001, ISBN 3-7654-3725-5
- Elsass, München: Bruckmann, 2002, ISBN 3-7654-3819-7
- Oman, Dubai, München: Bruckmann, 2004, ISBN 3-7654-3876-6
- Südtiroler Charakterköpfe, Bozen: Ed. Raetia, 2006, ISBN 978-88-7283-250-9
- Mein Südtirol, München: Coll. Rolf Heyne, 2011, ISBN 978-3-89910-499-8